# Diodoto II
Diodoto II Teo (fl. III secolo a.C.) è stato sovrano del Regno greco-battriano.
Figlio di Diodoto I, è noto per aver concluso un trattato di pace con il re dei Parti Arsace I, allo scopo di contrastare la riconquista della Partia e della Battria da parte dell'Impero seleucide, dal quale le due satrapie si erano da poco rese indipendenti.
(Giustino, xli.4)
Attorno al 230 a.C., Diodoto fu ucciso da un usurpatore, Eutidemo I, fondatore della dinastia greco-battriana eutidemide (Polibio, xi.34.2).